# Уряд Джибуті
Уряд Джибуті — вищий орган виконавчої влади Джибуті.

## Голова уряду
- Прем'єр-міністр — Абдулкадір Каміль Мохамед (англ. Abdoulkader Kamil Mohamed).

## Кабінет міністрів
Склад чинного уряду подано станом на 19 травня 2016 року.
| Логотип | Міністерство                                                   | Міністр                                                  | Фото | Час на посаді | Час на посаді | Партія | Партія | Вебсайт |
| ------- | -------------------------------------------------------------- | -------------------------------------------------------- | ---- | ------------- | ------------- | ------ | ------ | ------- |
|         | Міністерство бюджету                                           | Бодех Ахмед Роблех (Bodeh Ahmed Robleh)                  |      |               |               |        |        |         |
|         | Міністерство вищої освіти та досліджень                        | Набіль Мохамед Ахмед (Nabil Mohamed Ahmed)               |      |               |               |        |        |         |
|         | Міністерство внутрішніх справ                                  | Хассан Омар Мохамед Бурхан (Hassan Omar Mohamed Bourhan) |      |               |               |        |        |         |
|         | Міністерство економіки і фінансів                              | Ілліас Мусса Давалех (Ilyas Moussa Dawaleh)              |      |               |               |        |        |         |
|         | Міністерство енергетики                                        | Ясін Хуссейн Бух (Yacin Houssein Bouh)                   |      |               |               |        |        |         |
|         | Міністерство житла, міського планування та екології            | Мусса Мохамед Ахмед (Moussa Mohamed Ahmed)               |      |               |               |        |        |         |
|         | Міністерство зв'язку                                           | Абді Юссуф Сугуех (Abdi Youssouf Sougueh)                |      |               |               |        |        |         |
|         | Міністерство закордонних справ і міжнародної співпраці         | Махамуд Алі Юссуф (Mahamoud Ali Youssouf)                |      |               |               |        |        |         |
|         | Міністерство інфраструктури і транспорту                       | Мусса Ахмед Гассан (Moussa Ahmed Hassan)                 |      |               |               |        |        |         |
|         | Міністерство оборони                                           | Алі Хассан Бахдон (Ali Hassan Bahdon)                    |      |               |               |        |        |         |
|         | Міністерство освіти                                            | Мустафа Мохамед Махамуд (Moustapha Mohamed Mahamoud)     |      |               |               |        |        |         |
|         | Міністерство охорони здоров'я                                  | Джама Елмі Окіє (Djama Elmi Okieh)                       |      |               |               |        |        |         |
|         | Міністерство праці                                             | Хассан Ідрісс Самрейх (Hassan Idriss Samrieh)            |      |               |               |        |        |         |
|         | Міністерство справ ісламу, культури та благодійних активів     | Мумін Хассан Баррех (Moumin Hassan Barreh)               |      |               |               |        |        |         |
|         | Міністерство сільського господарства, тваринництва і риболовлі | Мохамед Ахмед Авалех (Mohamed Ahmed Awaleh)              |      |               |               |        |        |         |
|         | Міністерство у справах жінок і сім'ї                           | Муміна Хумед Хассан (Moumina Houmed Hassan)              |      |               |               |        |        |         |
|         | Міністерство юстиції та пенітенціарної служби                  | Мумін Ахмед Шейх (Moumin Ahmed Cheikh)                   |      |               |               |        |        |         |